# Глибочицька територіальна громада
Глибочицька сільська територіальна громада — територіальна громада в Україні, у Житомирському районі Житомирської області, з адміністративним центром у селі Глибочиця.

## Загальна інформація
Площа території — 180,5 км², кількість населення — 10 913 осіб (2020).
У 2018 році площа громади становила 111,6 км², кількість населення — 6 568 мешканці.

## Населені пункти
До складу громади увійшли села Березина, Великі Кошарища, Гадзинка, Глибочиця, Городенка, Калинівка, Клітчин, Кмитів, Левків, Малі Кошарища, Нова Вигода, Руденька та Студениця.

## Історія
Утворена 27 березня 2017 року шляхом об'єднання Глибочицької сільської ради Житомирського району та Кмитівської і Студеницької сільських рад Коростишівського району Житомирської області.
Відповідно до розпорядження Кабінету Міністрів України № 711-р від 12 червня 2020 року «Про визначення адміністративних центрів та затвердження територій територіальних громад Житомирської області», до складу громади була включена територія та населені пункти Левківської сільської ради Житомирського району.
Відповідно до постанови Верховної Ради України від 17 червня 2020 року «Про утворення та ліквідацію районів», громада увійшла до складу новоствореного Житомирського району Житомирської області.

## Старостинські округи
Кмитівський, Левківський, Студеницький.